# Brendan Behan

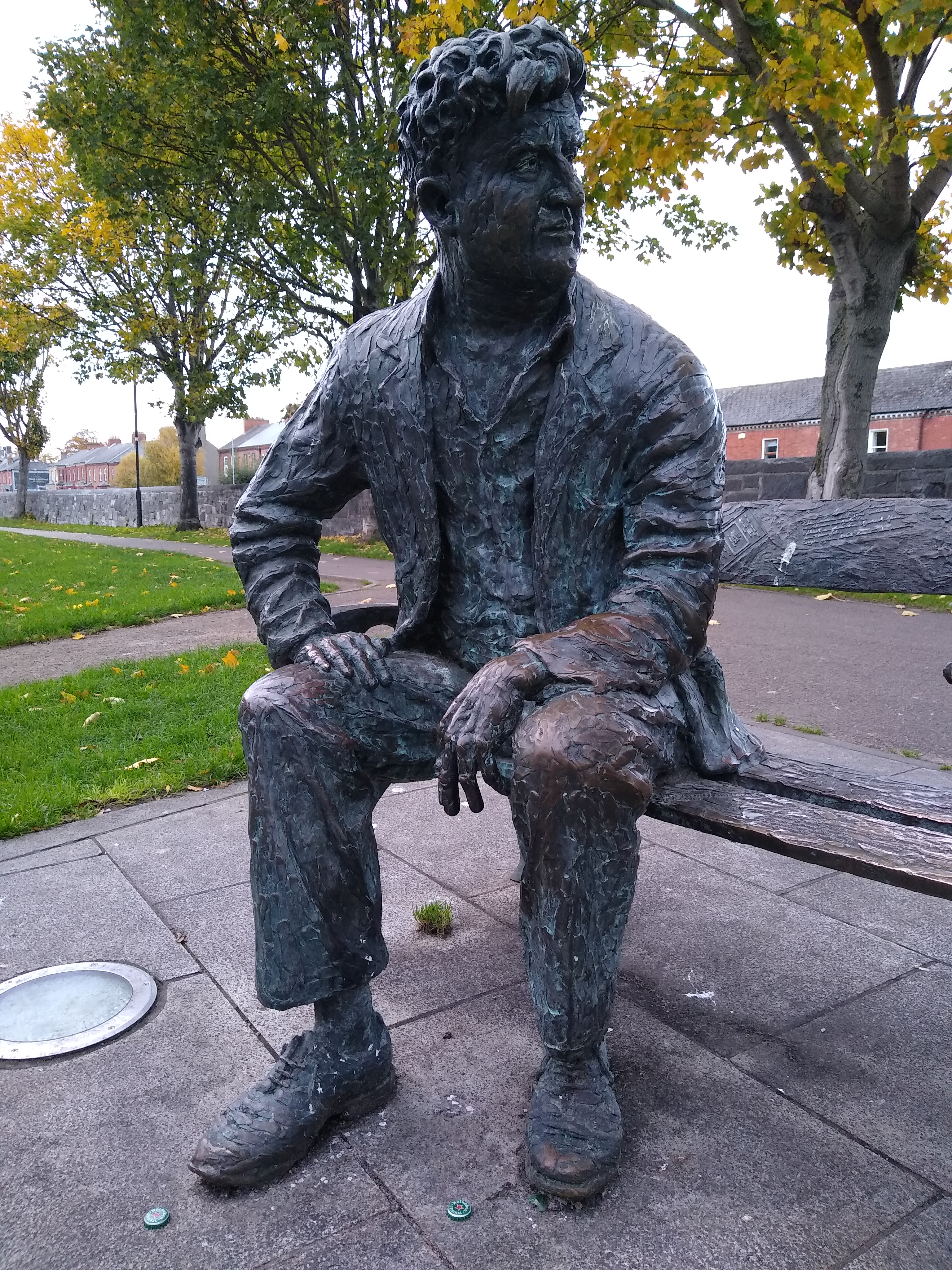
2003-ban felavatott szobra

Brendan Francis Aidan Behan, írül: Breandán Ó Beacháin (Dublin, 1923. február 9. – Dublin, 1964. március 20.) az egyik legjelentősebb 20. századi ír színpadi szerző és író volt, újságíróként is tevékenykedett és IRA-aktivista is volt. Mind angolul és mind írül is írt.

## Színművek
- The Quare Fellow (1956, megfilmesítve: 1962)
- An Giall / The Hostage (1958, tévé: 1962, 1977, 1996)
- Richard’s Cork Leg (1972)
- Moving Out (rádiójáték)
- A Garden Party (egyfelvonásos)
- The Big House (rádiójáték, 1957)

## Próza
- Borstal Boy (1958)
- Brendan Behan’s Island (1962)
- Hold Your Hour and Have Another (1963)
- Brendan Behan’s New York (1964)
- Confessions of an Irish Rebel (1965)

## Magyarul
- Reggeli üvöltés / A túsz; ford. Róna Ilona, versford. Görgey Gábor, utószó Bartos Tibor; Európa, Bp., 1964 (Modern könyvtár)